# Borowa Góra
Borowa Góra (německy Hoheberg) je hora na polské straně Krkonoš, vedlejší vrchol Lysečinské hory, od jejíhož vrcholu je vzdálena 1 km severovýchodně. Od Pomezních Bud leží 2,5 km jihovýchodně.
Vrcholové partie hory jsou zalesněné mladým smrkovým lesem.

## Přístup
Nejjednodušší cesta na Borowou Góru vede od Pomezních Bud po červené turistické značce na rozcestí pod Lysečinskou horou (3 km), kde odbočuje na východ žlutá značka, ze které po 500 m odbočuje neznačená odbočka k vrcholu (dalších 400 m).